# Kalandrowanie
Kalandrowanie – proces ciągłego formowania wyrobów z materiałów polimerowych. Polega na uplastycznianiu tworzywa, we wcześniejszym procesie przetwórczym, następnie jego kształtowaniu pod wpływem nacisków wywieranych przez zespoły walców kształtujących zwanych kalandrami. Tworzywo uplastycznione wstępnie w walcarce przepuszczane jest jednokrotnie przez kilka szczelin międzywalcowych, w wyniku, czego otrzymuje się odpowiednio szeroką wstęgę, którą odbiera się na bębny chłodzące i zwija na wale odbierającym. 
W wyniku tego procesu, któremu poddaje się tworzywa termoplastyczne, otrzymuje się folię. Urządzenie służące do jej otrzymania nosi nazwę kalandra. Kalandry mają zwykle 3-6 walców o wzajemnie równoległych osiach, umieszczonych w jednym rzędzie pionowym lub odpowiednio przesuniętych.
Sąsiednie walce obracają się w przeciwnych kierunkach. Walce mają regulowane obroty, a dla zapewnienia łatwiejszego przechodzenia tworzywa z walca na walec koleje walce mają malejące prędkości obrotowe. Odległości kolejnych walców od siebie zmniejsza się stopniowo, dzięki czemu w kolejnych szczelinach międzywalcowych tworzą się z nadmiaru materiału obracające rolki, wywołujące ujednorodnienie kalandrowanego tworzywa. Zmniejszające się natomiast szczeliny międzywalcowe zapewniają m.in. usunięcie z plastyfikatu pęcherzyków powietrza. Folia otrzymana metodą kalandrowania jest zorientowana w kierunku wzdłużnym. 
Zaletą kalandrowania jest duża wydajność, niewielki udział pracy ręcznej oraz wysoka jakość wyrobu.

## Układ napędowy
- silnik elektryczny
- przekładnie

## Układ sterowania
- nastawa szczelin wałkowniczych
- nastawa szybkości obrotowej wałków
- temperatura wałków